# 下博之战
下博之战，唐高祖武德五年（622年）六月至十月，刘黑闼再次起兵反唐，在下博（今河北省深州市西南）击败唐朝淮阳王李道玄军，尽复故地。
武德五年三月廿六，秦王李世民在洺水（今河北省曲周县东南）大败刘黑闼军，四月初九，唐高祖李渊把李世民召回长安，以齐王李元吉管理河北唐军。但唐高祖的政策并没有使河北士民真正归顺，他对原河北起义军窦建德、刘黑闼旧部残酷镇压，使各地的刘黑闼余众不敢降唐。六月，刘黑闼再次起兵，引突厥軍进扰河北，唐高祖令燕郡王李艺征讨。六月十七日，刘黑闼带领突厥军进攻定州（今河北省定州市），他的旧部曹湛、董康买在鲜虞（定州治所）起兵响应。七月十五日，唐高祖命淮阳王李道玄为河北道行军总管，原国公史万宝为副将，进攻刘黑闼。九月，刘黑闼攻下瀛州（今河北省河间市），杀死刺史马匡武。东盐州人马君德占据东盐州城归附刘黑闼。十月，唐高祖命齐王李元吉为领军大将军、并州大总管，负责征讨刘黑闼。十月初五，唐朝贝州刺史许善护与刘黑闼之弟刘十善在鄃县（今山东省夏津县）作战，全軍战没，许善护被斩杀。十月初六，右武候将军桑显和在晏城（今山东省齐河县）击败刘黑闼军。唐朝观州刺史刘会以观州城投降。十月十七日，淮阳王李道玄率步骑兵三万和刘黑闼在下博作战。李道玄与史万宝并不和睦，李道玄率轻骑先攻，让史万宝率领大军后进。史万宝认为李道玄年少，轻进必败，于是按兵不动，打算等率李道玄战败，刘黑闼进击时，一举破敌。李道玄兵力不足，战败身亡。史万宝率军想要作战，斗志已无，全军溃败，史万宝脱逃，唐朝洺州总管庐江王李瑗弃城西逃。河北诸州全部归附刘黑闼，十天内，刘黑闼恢复河北旧地，依然建都洺州。十一月初三，唐朝沧州刺史程大买也弃城逃走。齐王李元吉害怕刘黑闼，不敢从并州东进。